# 22996 De Boo
22996 De Boo è un asteroide della fascia principale. Scoperto nel 1999, presenta un'orbita caratterizzata da un semiasse maggiore pari a 2,9008386 UA e da un'eccentricità di 0,0609328, inclinata di 1,26875° rispetto all'eclittica.